# Lidia Brydak
Lidia Bernadeta Brydak (ur. 10 sierpnia 1938 w Rzeszowie) – polska naukowiec, mikrobiolog i wirusolog, profesor nauk biologicznych, zajmująca się zagadnieniami związanymi z grypą.

## Życiorys
W 1964 ukończyła studia z mikrobiologii na Wydziale Biologii i Nauk o Ziemi Uniwersytetu Marii Curie-Skłodowskiej. Doktoryzowała się w 1968 w Instytucie Biochemii i Biofizyki Polskiej Akademii Nauk; w latach 1964–1968 była stypendystką PAN. Stopień doktora habilitowanego nauk biologicznych w dyscyplinie mikrobiologia uzyskała w 1991 na macierzystym wydziale w oparciu o rozprawę zatytułowaną Charakterystyka szczepów wirusa grypy A (H3N2) zaadaptowanych do obniżonej temperatury replikacji. W 1998 otrzymała tytuł profesora nauk biologicznych.
Od 1969 zawodowo związana z Narodowym Instytutem Zdrowia Publicznego – Państwowym Zakładem Higieny, gdzie doszła do stanowiska profesora. Powoływana na funkcje kierownika Pracowni Zakażeń i Wirusów Oddechowych (od 1995) oraz kierownika Krajowego Ośrodka ds. Grypy (od 1990). Kierowała w instytucie różnymi projektami badawczymi dotyczącymi problematyki grypy. Była również profesorem w Katedrze Mikrobiologii i Immunologii na Wydziale Biologii Uniwersytetu Szczecińskiego. Udzielała się jako ekspert WHO oraz Polskiego Towarzystwa Pediatrycznego.
Specjalizuje się w zakresie mikrobiologii i wirusologii ze szczególnym uwzględnieniem zagadnień związanych z grypą. Uczestniczyła w opracowaniu nowych technologii inaktywowanych szczepionek przeciwko tej chorobie. Uzyskała przydatne w rekombinacyjnej metodzie uzyskiwania szczepów szczepionkowych tzw. szczepy cold adapted wirusów grypy. Opracowała zasady zintegrowanego nadzoru wirusologicznego i epidemiologicznego nad grypą w Polsce. Zajmowała się oceną odpowiedzi immunologicznej po szczepieniu przeciw grypie w populacji ludzi zdrowych i w grupach podwyższonego ryzyka, prowadziła badania nad odpornością populacji na nowe warianty wirusa grypy oraz nad zmiennością tego wirusa. Zaangażowała się w działania na rzecz upowszechniania szczepień ochronnych przeciwko grypie.
Była członkinią Komitetu Mikrobiologii PAN. Współtworzyła i pełniła funkcję wiceprzewodniczącej Polskiego Towarzystwo Wakcynologii, została też członkiem honorowym Polskiego Towarzystwa Higienicznego.

## Odznaczenia
Została odznaczona Krzyżem Oficerskim (2004) i Komandorskim (2010) Orderu Odrodzenia Polski.

## Wybrane publikacje
- Charakterystyka szczepów wirusa grypy A (H3N2) zaadaptowanych do obniżonej temperatury replikacji, PZH, Warszawa 1990.
- Grypa i jej profilaktyka, Termedia, Poznań 2004.
- Grypa: pandemia grypy – mit czy realne zagrożenie?, Oficyna Wydawnicza Rytm, Warszawa 2008.
- Nasze dziecko: rozwój, pielęgnowanie i wychowanie (współautor), Wydawnictwo Lekarskie PZWL, Warszawa 2007.